# Смерть генерала Вольфа
«Смерть генерала Вольфа» (англ. The Death of General Wolfe) — картина американского художника Бенджамина Уэста, написана в 1770 году и представляет собой живопись маслом на холсте размером 151×213 см. В настоящее время хранится в Художественной галерее Онтарио в Торонто. На картине изображена смерть британского генерала Джеймса Вольфа в битве при Квебеке в 1759 году во время франко-индейской войны, бывшей частью Семилетней войны в Европе. Полотно написано в духе эпохи Просвещения. В 1771 году художник написал ещё одну картину, почти идентичную этой, для британского короля Георга III.

## Исторический контекст
Генерал Вольф погиб в битве при Квебеке, также известной под названием битвы на равнинах Авраама, 13 сентября 1759 года. Это было ключевое событие в Семилетней войне на территории континента, окончательно решившее судьбу северо-американских французских колоний. Битва велась между британской армией и армией французского королевства и длилась пятнадцать минут. Британской армией командовал генерал Вольф. Несмотря на победу британцев в битве, главнокомандующий британской армией был убит несколькими мушкетными выстрелами. После смерти генерал Вольф был объявлен национальным героем и стал образом Семилетней войны и британского господства в Северной Америке конца XVIII века.

## Описание
Уэст изобразил генерала Вольфа, подобно фигуре  Христа в момент снятия с креста. Картина имеет треугольную композицию, сформированную вершиной флага  и положением мужчин. Всё в ней напоминает изображение оплакивания Христа, где Христос удерживается в объятиях Девы Марии. Правую руку генерала держит капитан Харви Смит.
Изображение воина-аборигена на картине, стоящего на коленях с подбородком на кулаке, и смотрящим на генерала Вольфа, искусствоведами интерпретируется по-разному. Коренной американец сидит, подперев кулаком подбородок; касание лица рукой интерпретируется как признак глубокой мысли и интеллекта. Некоторые искусствоведы считают изображение аборигена идеализацией, вдохновленной концепцией благородного варварства. Оригинальные предметы одежды, которые использовались в качестве модели для изображения воина-индейца на картине, можно найти в коллекции Британского музея. Уэст использовал их при изображении коренных жителей американского континента и в других своих полотнах.
На земле перед Вольфом лежат его мушкет, лядунка и штык. Генерал пошёл в бой, вооруженный, как и его солдаты, хотя его мушкет явно более высокого качества. Примечателен также костюм Вольфа. На нём красный китель, красный жилет, красные бриджи и белая рубашка. Такое платье кажется довольно простым, особенно для командира. Рядом с Вольфом, в синем пиджаке, находится доктор Томас Хинде, который пытается остановить кровотечение из ран генерала. Вольф умер на руках у врача.
На заднем плане и слева от мужчин, окружающих Вольфа, изображен приближающийся гонец. Он размахивает шляпой в одной руке, чтобы привлечь их внимание, а в другой несёт захваченный флаг армии французского королевства, символизирующем новость о победе британцев, переданную умирающему Вольфу.
Изображение на полотне Саймона Фрейзера оф Ловат, полковника 78-го полка хайлендеров Фрейзера, позади человека в зеленой форме, идентифицированного на картине, как сэр Уильям Джонсон, интересно, поскольку, хотя генерал Вольф и благоволил фрейзерцам, их командир не участвовал в этой битве, так, как не смог оправиться от ранений полученных в предыдущем сражении. На картине он изображён в тартане Фрейзера, который, вероятно, носили офицеры этого полка. Только четыре из четырнадцати человек, изображенных на картине, являлись участниками той битвы.
Одежда, в которой Уэст изобразил свои картины, была весьма спорной для того времени. Хотя со времени битвы и до написания картины прошло всего одиннадцать лет, живописец «одел» их в классические костюмы по совету друзей, среди которых был и сэр Джошуа Рейнольдс. По этой причине король Георг III сначала отказался приобретать картину, потому, что считал, что одежда изображённых на ней лиц принизила достоинство события.
Картина была выставлена в Королевской академии искусств в Лондоне. В 1921 году её перевезли в Канаду в знак благодарности за службу канадцев во время Первой мировой войны.

## Копии
Помимо оригинала, существуют, по меньшей мере, пять копий «Смерти генерала Вольфа» кисти самого Уэста. Самая ранняя из них в настоящее время находится в собрании Национальной галереи Канады; две другие — в Королевском музее Онтарио в Канаде и Художественном музее Мичиганского университета в США. Ещё одна находится в поместье Икворт-Хаус в графстве Суффолк, в Великобритании. Каждое воспроизведение оригинала имело свои отличительные черты в изображении смерти Вольфа. Последняя копия была заказана британским королём Георгом III в 1771 году и хранится в Королевской коллекции в Лондоне.
Гравюра Уильяма Вуллетта стала самой известной копией оригинальной картины Уэста и приобрела всемирную известность. Черно-белая копия гравюры находится в замке Бродик на острове Арран в Шотландии.

#### Статья
- Montagna D. Benjamin West’s The Death of General Wolfe: A Nationalist Narrative (англ.) // American Art Journal : journal. — 1981. — No. 2. — P. 72—88.